# Сазава (округ Бенешов)
Са́зава (чеськ. Sázava) — місто в Чехії, Середньочеський край, Бенешовський округ. Розташоване на березі річки Сазава. Виникло як поселення при бенедиктинському Сазавському монастирі. Вперше згадується в джерелах під 1053 роком. Населення — близько 3700 осіб.

## Назва
- Са́зава (чеськ. Sázava, МФА: [ˈsaːzava]) — чеська назва.
- Заза́у, або Сасау (нім. Sasau) — традиційна німецька назва.

## Географія
Сазава розташована на березі річки Сазава. Містечко віддалене на 18 км на північний схід від окружного центру Бенешова, і на 34 км на південний схід від столиці Праги. Рельєф переважно пагорбистий.

## Історія
Місто виникло у XI ст. як поселення при бенедиктинському Сазавському монастирі, започаткованому в 1032 році. Поселення назвивалося Чорні Буди і розташовувалося на лівому березі річки, на південь від монастиря. Найдавніша згадка про це примонастирське поселення, які є нині складовою Сазави, датується 1053 роком.
1421 року Сазавський монастир і містечко зруйнували гусити.

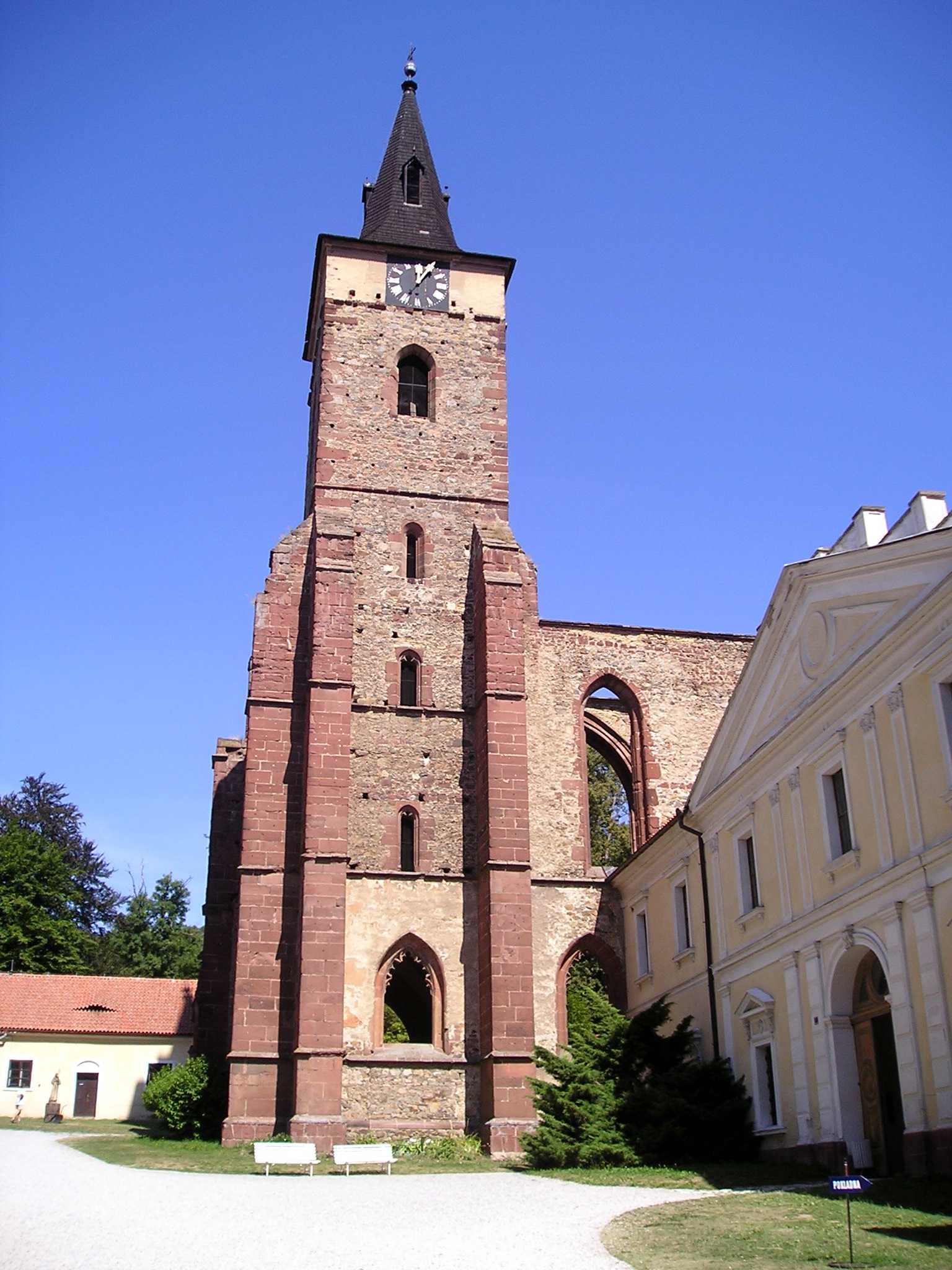
Монастирська вежа
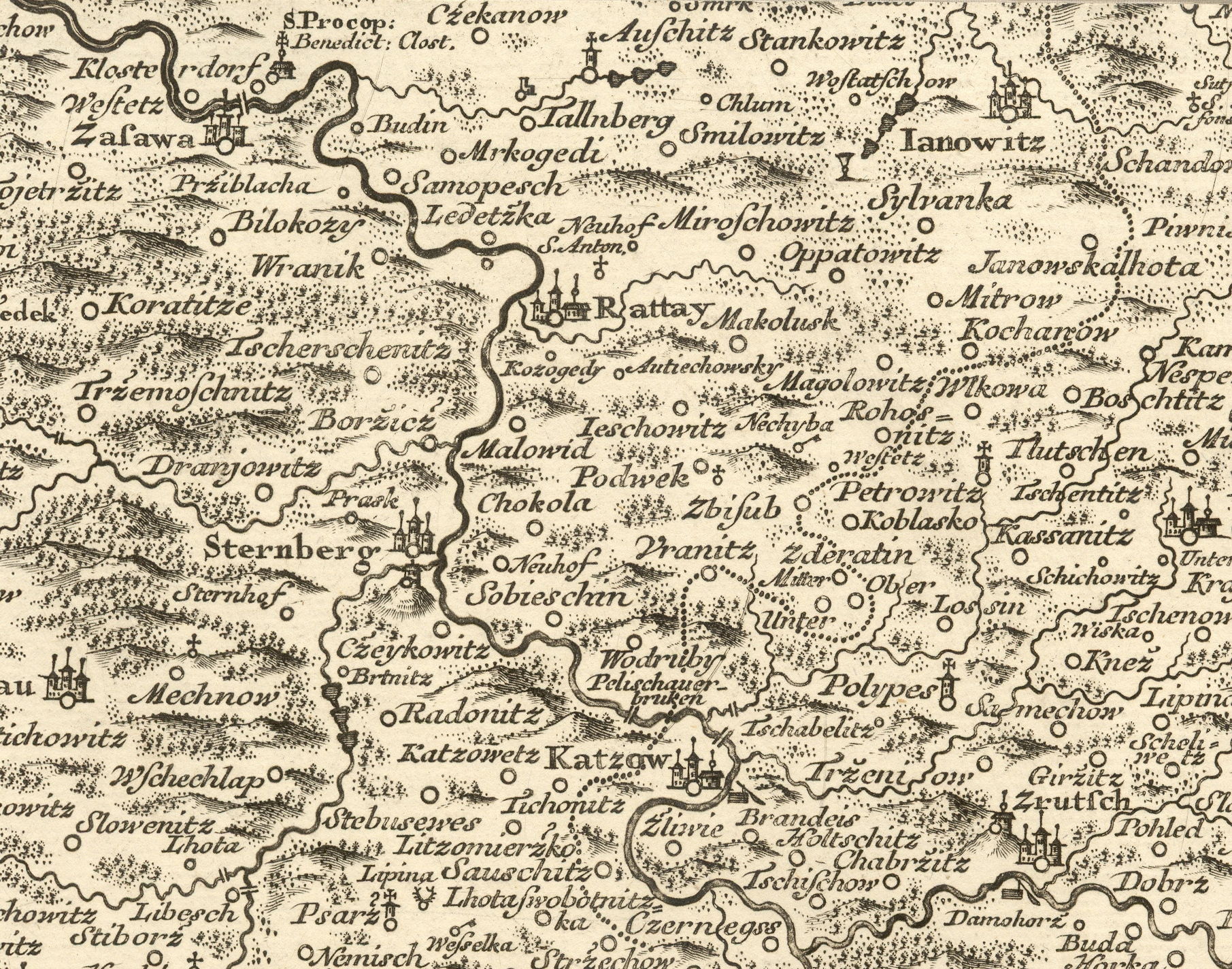
Зазава (Й. Мюллер, 1720)
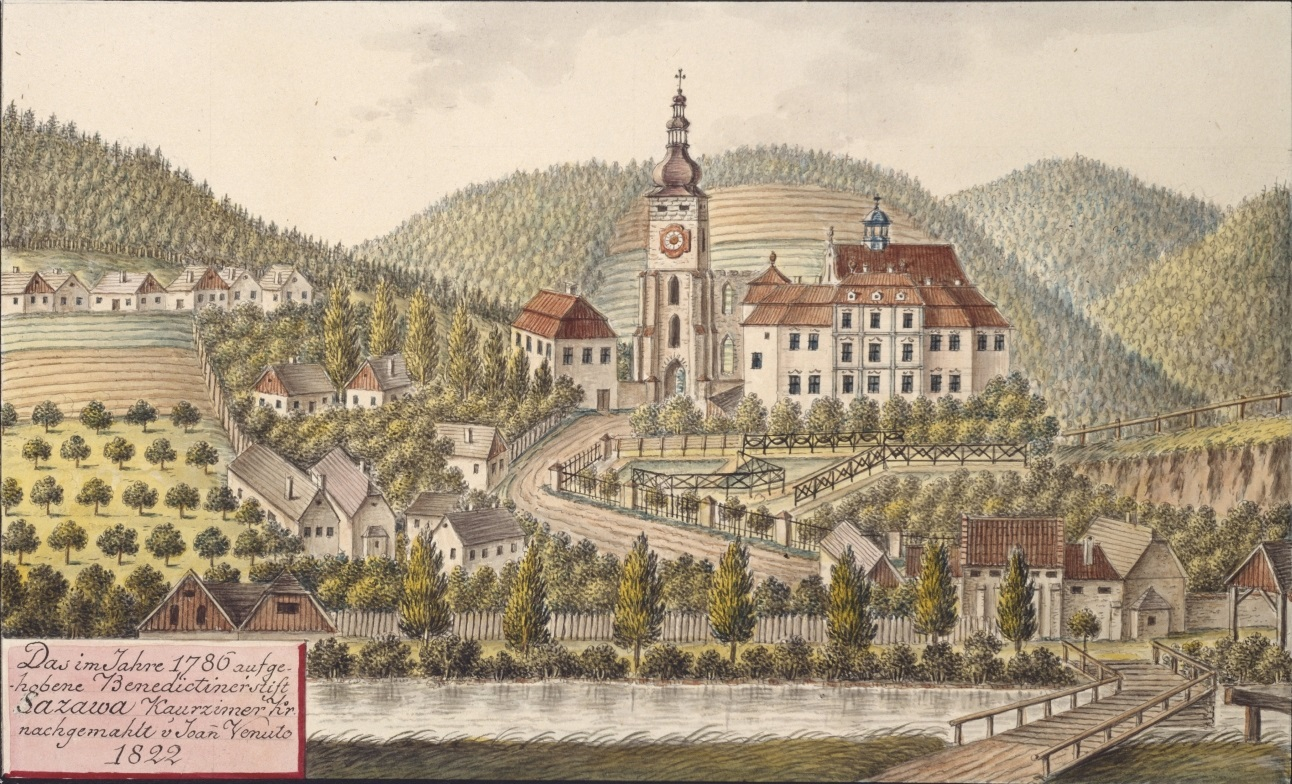
Сазавський монастир (Й. Венуто, 1822)

## Адміністративний поділ
Сазава поділяється на кілька районів, колищніх сіл: Белокозли, Чорні Буди, Череніце, Доєтріце.

## Економіка
Східна частина Сазави — індустріальна. Тут розташований завод з виробництва скла Kavalierglass  Inc., заснований 1837 року.

## Пам'ятки
- Сазавський монастир святого Прокопія (XI ст.)
- Церква святого Мартина (XIV ст.)
- Гуситська церква (1939)
- Руїни церкви Святого Хреста

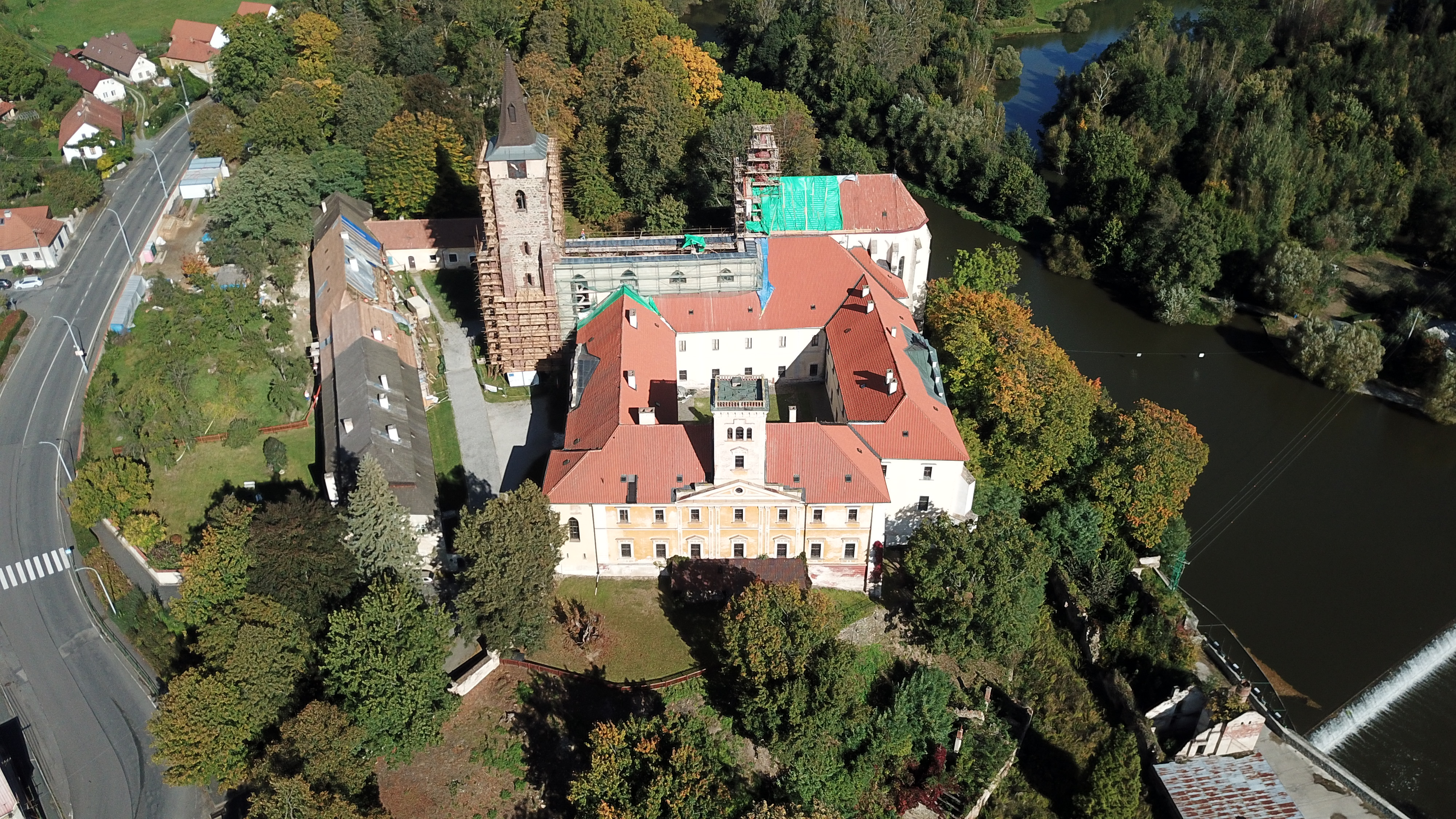
Монастир
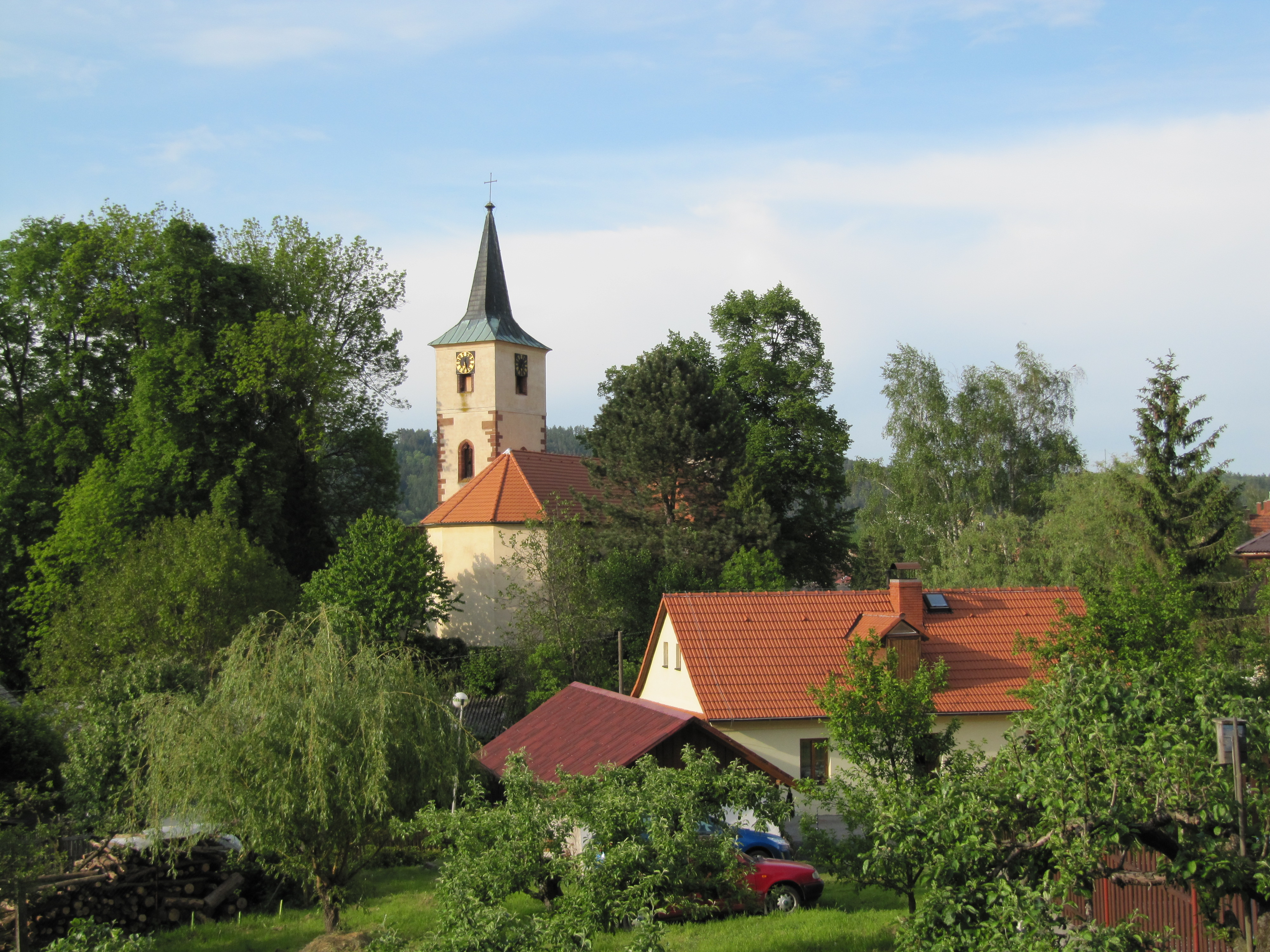
Церква Мартина
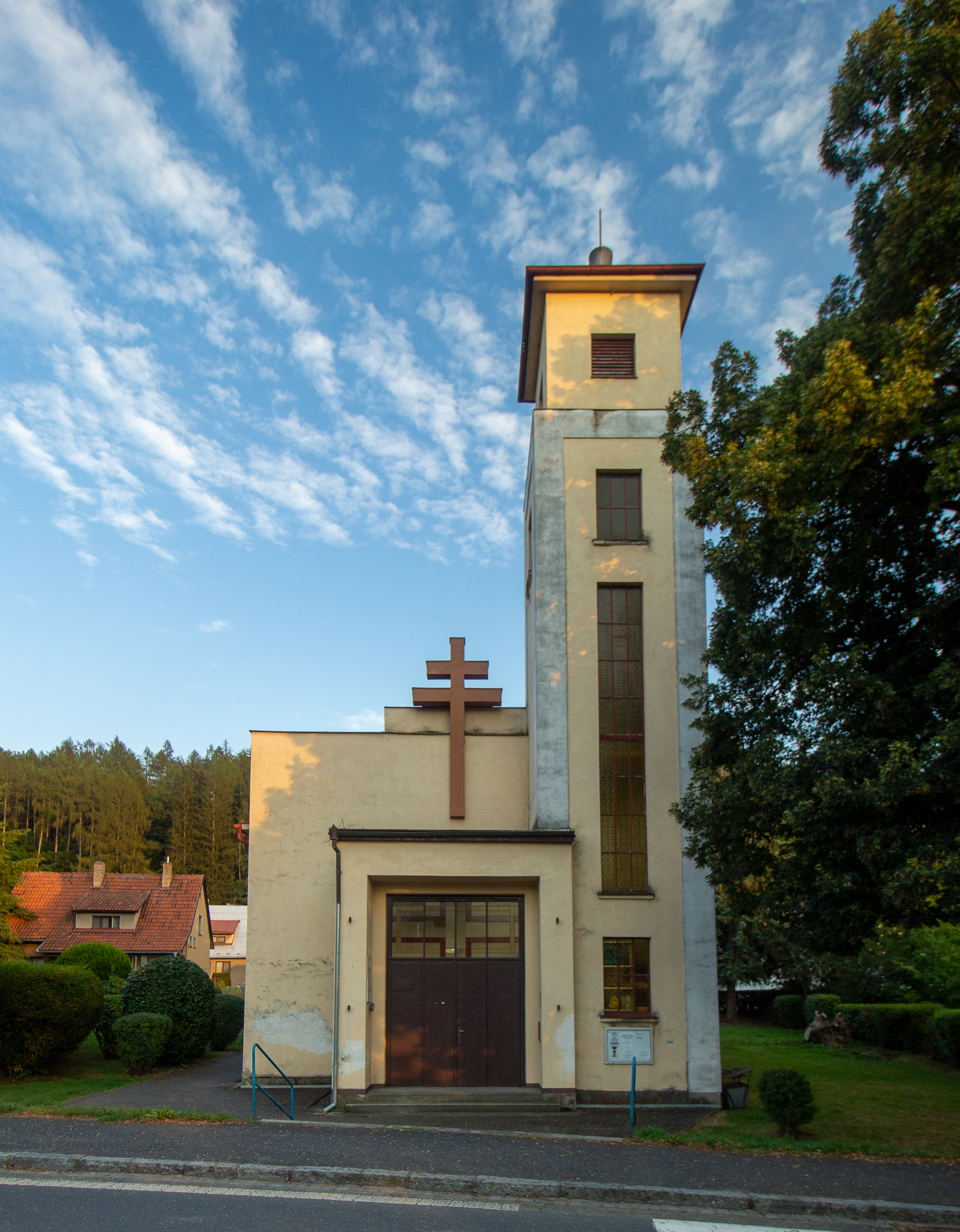
Гуситська церква
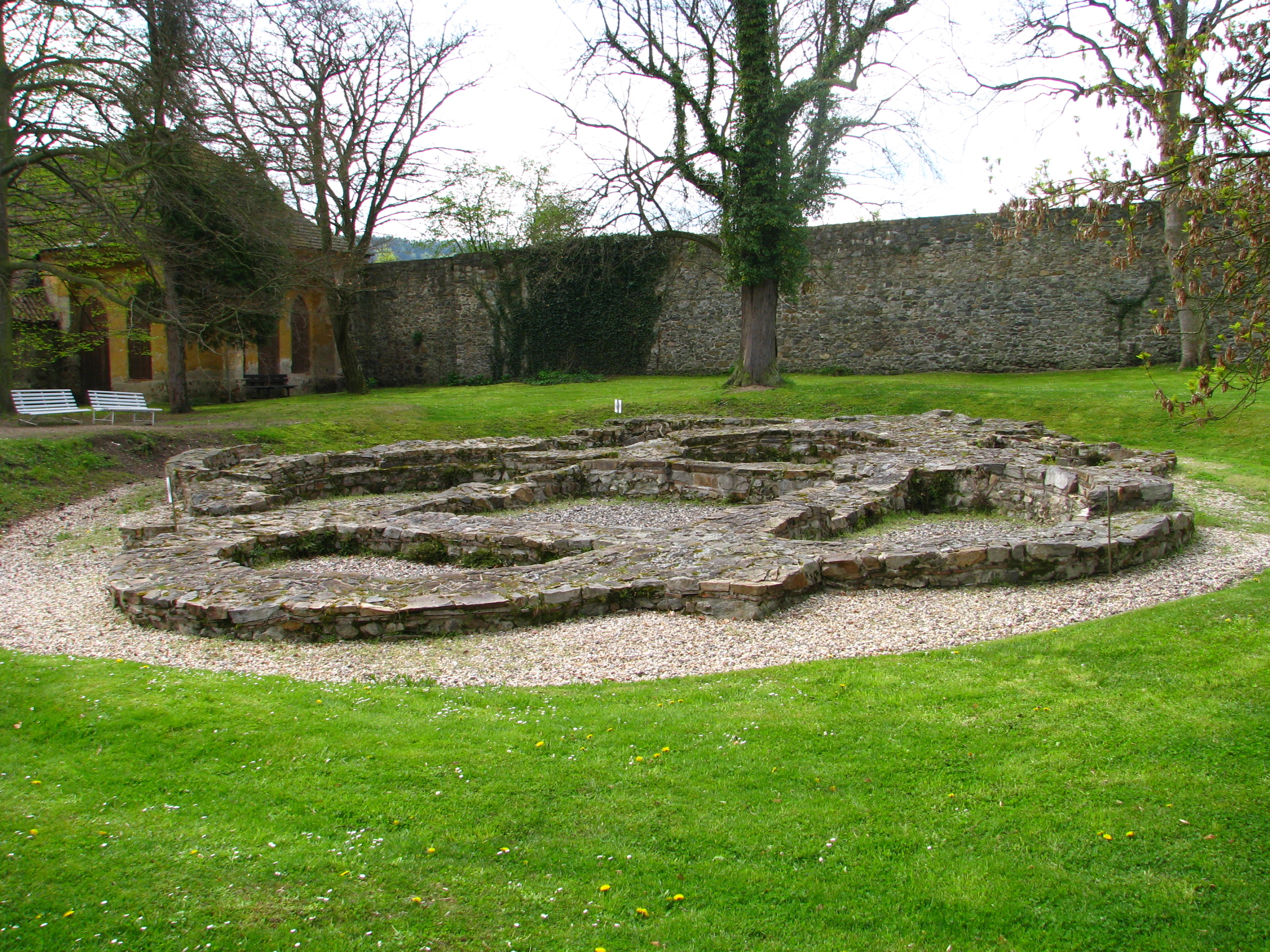
Цервка Святого Хреста

## У культурі

### Відеоігри
- 2018: Kingdom Come: Deliverance.